# 1541 Estonia
1541 Estonia (1939 CK) là một tiểu hành tinh vành đai chính được phát hiện ngày 12 tháng 2 năm 1939 bởi Vaisala, Y. ở Turku. Nó được đặt theo tên the country thuộc Estonia.